# Með hamri
Með hamri — третий студийный альбом исландской блэк-метал-группы Misþyrming, выпущенный 16 декабря 2022 года на лейбле Norma Evangelium Diaboli. Релиз получил положительные отзывы от музыкальных критиков. Með hamri — первый альбом группы, записанный с новым барабанщиком Магнусом Скуласоном.

## Об альбоме
В интервью для The Reykjavík Grapevine вокалист, гитарист и автор песен D.G. заявил, что Með hamri — «это очень агрессивный и горький манифест». По его словам, предыдущий альбом группы, Algleymi, был более эмоциональным, тогда как Með hamri — «самый мрачный альбом группы; неистовый, с тёмными звуковыми ландшафтами». За два месяца до записи альбома группа сменила барабанщика, поскольку тот жил за границей и работа на расстоянии с ним не складывалась. Его место занял Магнус Скуласон из Svartidauði. Партии барабанов были записаны за один день в Stúdio Sýrland. Весь процесс записи длился с марта по июль 2022 года.
По словам D.G., на создание альбома повлияло желание не останавливаться на достигнутом и превзойти свои проверенные методы, достичь больших крайностей и глубин, вызвать угрожающее и тревожное впечатление, при этом вновь полагаясь на себя и свои постоянно развивающиеся навыки. Другим фактором было желание передать энергию, схожую с энергией живых выступлений, чего группа смогла достичь записываясь без метронома, используя живой звук барабанов, высокую громкость усилителей и фидбэк на гитаре.
Релиз альбома состоялся 16 декабря 2022 года на лейбле Norma Evangelium Diaboli. Обложку для альбома нарисовал Мануэль Тиннеманс, который уже сотрудничал с группой на прошлом альбоме. Её идея заключалась в том, чтобы «быть величественной и в то же время неприветливой» — объяснил D.G. в интервью The Reykjavík Grapevine. В январе 2023 года группа отправилась в европейский тур в поддержку альбома.

## Отзывы критиков
Альбом получил положительные отзывы от музыкальных критиков. В рецензии для metal.de Angela пишет, что Misþyrming «то и дело разбивают свои треки на части, ставя отдельные инструменты на первый план и, наряду с доминирующей грубостью и холодом, создают отчаянные („Með harmi“), драматические („Blóðhefnd“) и неожиданно эмоциональные („Engin vorkunn“) моменты, а плотный звук и многослойная и детальная проработка композиций поддерживают впечатляющие мелодии». Однако, по её мнению, альбом мог обойтись без интерлюдий, которые, по её словам, «в лучшем случае являются филлерами, а в худшем — даже раздражают, как, например, в конце „Engin Miskunn“». Рецензент Metal Storm RaduP пишет, что Með hamri более диссонансный и язвительный, чем Algleymi, и более мелодичный и триумфальный, чем Söngvar elds og óreiðu, а также выделил работу нового барабанщика группы, который делает звучание альбома «живым». Sunnyvale из Sputnikmusic отметил, что «самой сильной стороной Misþyrming на протяжении всего их существования было органичное слияние старого и нового в блэк-метале, и это продолжается и на Með hamri: мелодии сырые и зажигательные, но в то же время сочетают в себе мелодичность и диссонансы, которые напоминают о более поздних тенденциях в метале».

## Список композиций
| №                   | Название            | Длительность |
| ------------------- | ------------------- | ------------ |
| 1.                  | «Með hamri»         | 06:27        |
| 2.                  | «Með harmi»         | 08:10        |
| 3.                  | «Engin miskunn»     | 08:20        |
| 4.                  | «Engin vorkunn»     | 07:12        |
| 5.                  | «Blóðhefnd»         | 03:29        |
| 6.                  | «Aftaka»            | 09:52        |
| Общая длительность: | Общая длительность: | 43:31        |

## Участники записи
Misþyrming
- D.G. — гитара, вокал, пианино, электроника, тексты песен, автор песен, запись, сведение
- T.Í. — гитара, бэк-вокал, запись
- G.E. — бас-гитара, бэк-вокал
- M.S. — ударные

Приглашённые музыканты
- T.T. — соло-гитара (песня № 3)
- Кристоуфер Паудль — интерлюдии (песни № 2 и № 3)
- Александра Магнусдоуттир — вокал
- Сандра Кристьяунсдоуттир — вокал
- Клара Швайц — вокал
- Вера Виглюндсдоуттир — вокал

Технический персонал
- Кристоф Шаванон — мастеринг
- Мануэль Тиннеманс — обложка
- Алехандро Тедин — дизайн
- Void Revelations — фотографии